# Lego Overwatch
Lego Overwatch er en produktlinje produceret af den danske legetøjskoncern LEGO, baseret på computerspillet af samme navn. Det blev produceret på licens fra Blizzard Entertainment. Temaet blev introduceret i oktober 2018.

## Sæt
- 75970: Tracer vs. Widowmaker
- 75971: Hanzo vs. Genji
- 75972: Dorado Showdown
- 75973: D.Va & Reinhardt
- 75974: Bastion
- 75975: Watchpoint: Gibraltar
- 75976: Wrecking Ball
- 75977: Junkrat & Roadhog
- 75987: Omnic Bastion
- 76980: Titan